# 大仏線
大仏線（テブルせん）は、大韓民国全羅南道務安郡にある一老駅から霊岩郡にある大仏駅までを結ぶ韓国鉄道公社（KORAIL）の鉄道路線である。開業時より旅客営業は行われていない。
元々は貨物線であったが、現在は貨物列車の設定は無くなり、主に電車車両の試運転に用いられている。

## 沿革
- 2004年3月12日 - 一老駅 - 大仏駅間開通。

## 駅一覧
- 駅所在地は全線全羅南道内。

| 駅名   | 駅名     | 駅名   | 駅間キロ (km) | 累計キロ (km) | 駅 等級      | 駅種別       | 接続路線               | 所在地 |
| 日本語 | ハングル | 英語   | 駅間キロ (km) | 累計キロ (km) | 駅 等級      | 駅種別       | 接続路線               | 所在地 |
| ------ | -------- | ------ | ------------- | ------------- | ------------ | ------------ | ---------------------- | ------ |
| 一老駅 | 일로역   | Illo   | 0.0           | 0.0           | 3級          | 普通駅       | 韓国鉄道公社：湖南本線 | 務安郡 |
| 大仏駅 | 대불역   | Daebul | 12.0          | 12.0          | 無配置簡易駅 | 無配置簡易駅 |                        | 霊岩郡 |